# 石大关站
石大关站位于中华人民共和国四川省阿坝藏族羌族自治州茂县叠溪镇石大关村，是川青铁路上的一座车站，为越行站，2023年11月28日随川青铁路青镇段开通而投入使用。